# Deutscher Filmpreis 2019

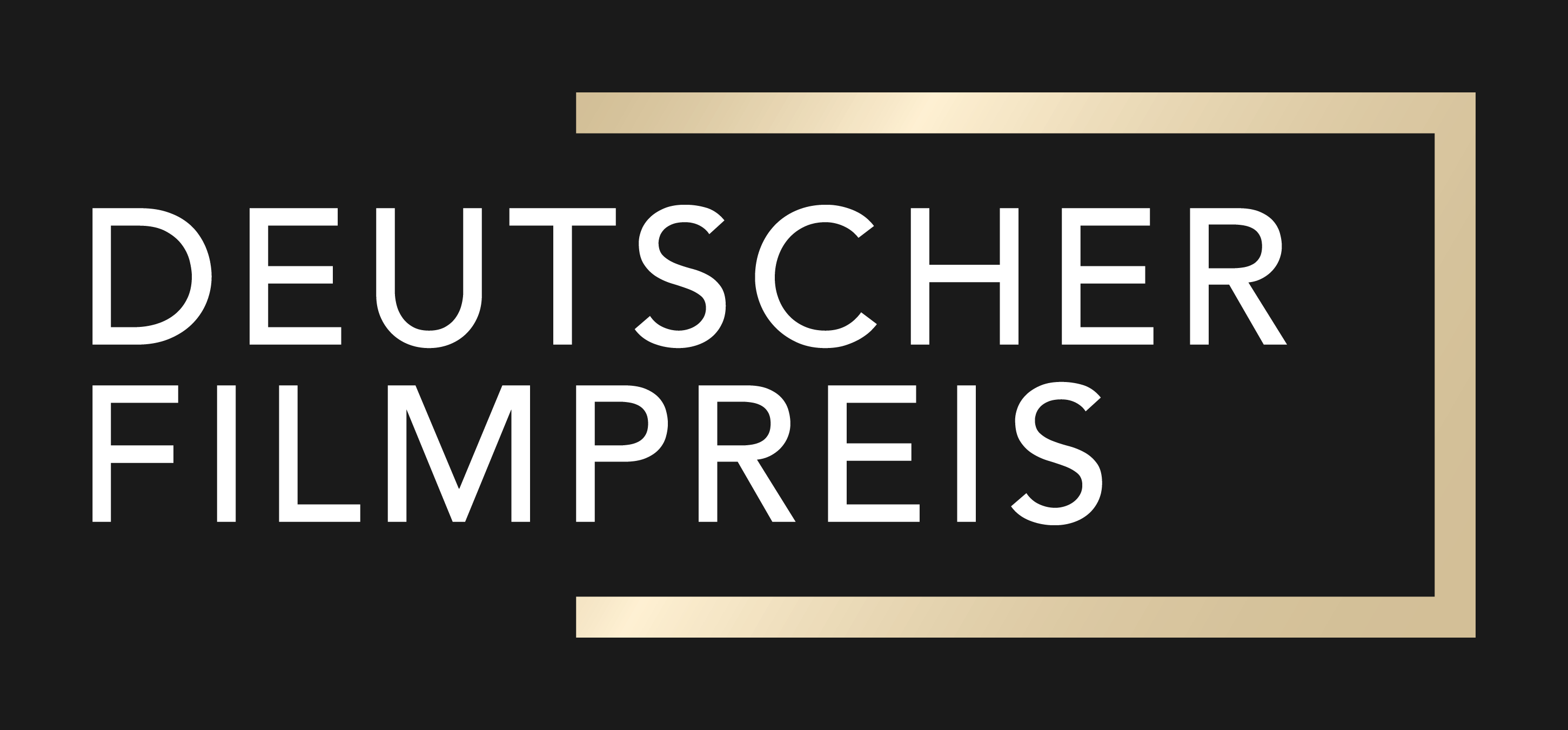
Logo des Deutschen Filmpreises seit 2019

Die 69. Verleihung des Deutschen Filmpreises (Lola) fand am 3. Mai 2019 im Palais am Funkturm in Berlin statt. Die Auszeichnung ist mit 2,955 Mio. Euro die höchstdotierte Kulturauszeichnung Deutschlands und wird von der Deutschen Filmakademie in bis zu 18 Kategorien vergeben.
Die Vorauswahl für den Bereich Dokumentarfilm mit 13 Filmen wurde am 11. Dezember 2018 bekanntgegeben, die Vorauswahlen für die Bereiche Spielfilm mit 23 Filmen und sechs Nachbenennungen für Einzelleistungen, sowie die Vorauswahl der sechs Kinderfilme erfolgten am 7. Januar 2019.
Die Nominierungen wurden am 20. März 2019 in einer Pressekonferenz aus der Deutschen Kinemathek durch Kulturstaatsministerin Monika Grütters, den Präsidenten der Deutschen Filmakademie Ulrich Matthes und deren Vorstandsvorsitzenden Benjamin Herrmann bekanntgegeben. Der Film Gundermann wurde in zehn Kategorien nominiert, Styx in sechs, Der Goldene Handschuh und Der Junge muss an die frische Luft in jeweils fünf Kategorien.
Der Regisseurin, Autorin und Schauspielerin Margarethe von Trotta wurde im Vorfeld der Ehrenpreis für herausragende Verdienste um den deutschen Film zuerkannt.
Regisseurin Caroline Link erhielt für Der Junge muss an die frische Luft die Lola für den „besucherstärksten deutschen Film des Jahres“.
Produzent Christian Becker wurde für seine herausragende Produzententätigkeit mit dem Bernd Eichinger Preis geehrt.
Die Gala wurde zeitversetzt vom Fernsehsender ZDF am 3. Mai 2019 ab 22:55 Uhr ausgestrahlt. Als Gastgeber führten die Schauspielerin und Moderatorin Désirée Nosbusch und der Comedian und Schauspieler Tedros Teclebrhan durch die Veranstaltung. Für die künstlerische Leitung waren die Drehbuchautorin Elena von Saucken und der Filmregisseur Florian Cossen verantwortlich.
| Film                                          | N  | A |
| --------------------------------------------- | -- | - |
| Gundermann                                    | 10 | 6 |
| Styx                                          | 6  | 4 |
| Der Junge muss an die frische Luft            | 5  | 3 |
| Der Goldene Handschuh                         | 5  | 1 |
| Das schönste Mädchen der Welt                 | 3  | – |
| Of Fathers and Sons – Die Kinder des Kalifats | 2  | 2 |
| Atlas                                         | 2  | – |
| Ballon                                        | 2  | – |
| Jim Knopf und Lukas der Lokomotivführer       | 2  | – |
| Transit                                       | 2  | – |
| Trautmann                                     | 2  | – |

## Preisträger und Nominierungen

### Bester Spielfilm
| Auszeichnung        | Filmtitel                          | Produktion                                        | Regie            |
| ------------------- | ---------------------------------- | ------------------------------------------------- | ---------------- |
| Filmpreis in Gold   | Gundermann                         | Claudia Steffen, Christoph Friedel                | Andreas Dresen   |
| Filmpreis in Silber | Styx                               | Marcos Kantis                                     | Wolfgang Fischer |
| Filmpreis in Bronze | Der Junge muss an die frische Luft | Sebastian Werninger, Nico Hofmann, Hermann Florin | Caroline Link    |

Außerdem nominiert:
- 25 km/h – Produktion: Markus Goller, Oliver Ziegenbalg
- Das schönste Mädchen der Welt – Produktion: Sebastian Zühr, Timm Oberwelland, Peter Eiff, Theodor Gringel
- Transit – Produktion: Florian Koerner von Gustorf, Michael Weber, Antonin Dedet

### Bester Dokumentarfilm
Of Fathers and Sons – Die Kinder des Kalifats – Produktion: Ansgar Frerich, Eva Kemme, Tobias N. Siebert, Hans Robert Eisenhauer

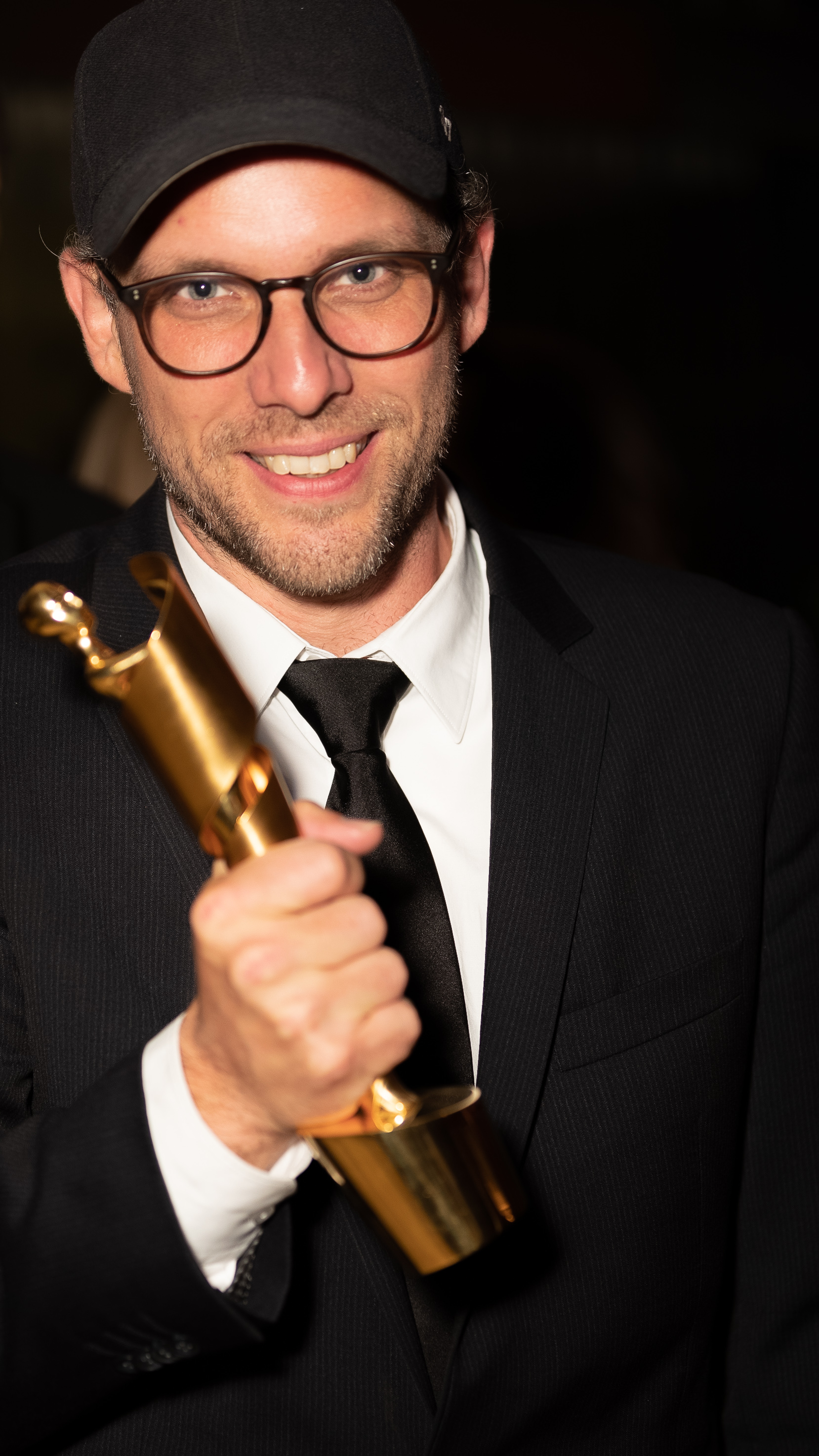
Ansgar Frerich mit der Lola für Of Fathers and Sons – Die Kinder des Kalifats

- Elternschule – Produktion: Ingo Fliess
- Hi, A.I. – Produktion: Stefan Kloos

### Bester Kinderfilm
Rocca verändert die Welt – Produktion: Tobias Rosen, Steffi Ackermann, Willi Geike
- Jim Knopf und Lukas der Lokomotivführer – Produktion: Christian Becker

### Beste Regie
Andreas Dresen – Gundermann
- Wolfgang Fischer – Styx
- Caroline Link  – Der Junge muss an die frische Luft

### Bestes Drehbuch
Laila Stieler – Gundermann
- Lars Kraume, Aron Lehmann, Judy Horney – Das schönste Mädchen der Welt
- David Nawrath, Paul Salisbury – Atlas
- Ruth Toma – Der Junge muss an die frische Luft

### Beste weibliche Hauptrolle
Susanne Wolff – Styx
- Luise Heyer – Das schönste Paar
- Aenne Schwarz – Alles ist gut

### Beste männliche Hauptrolle
Alexander Scheer – Gundermann
- Rainer Bock – Atlas

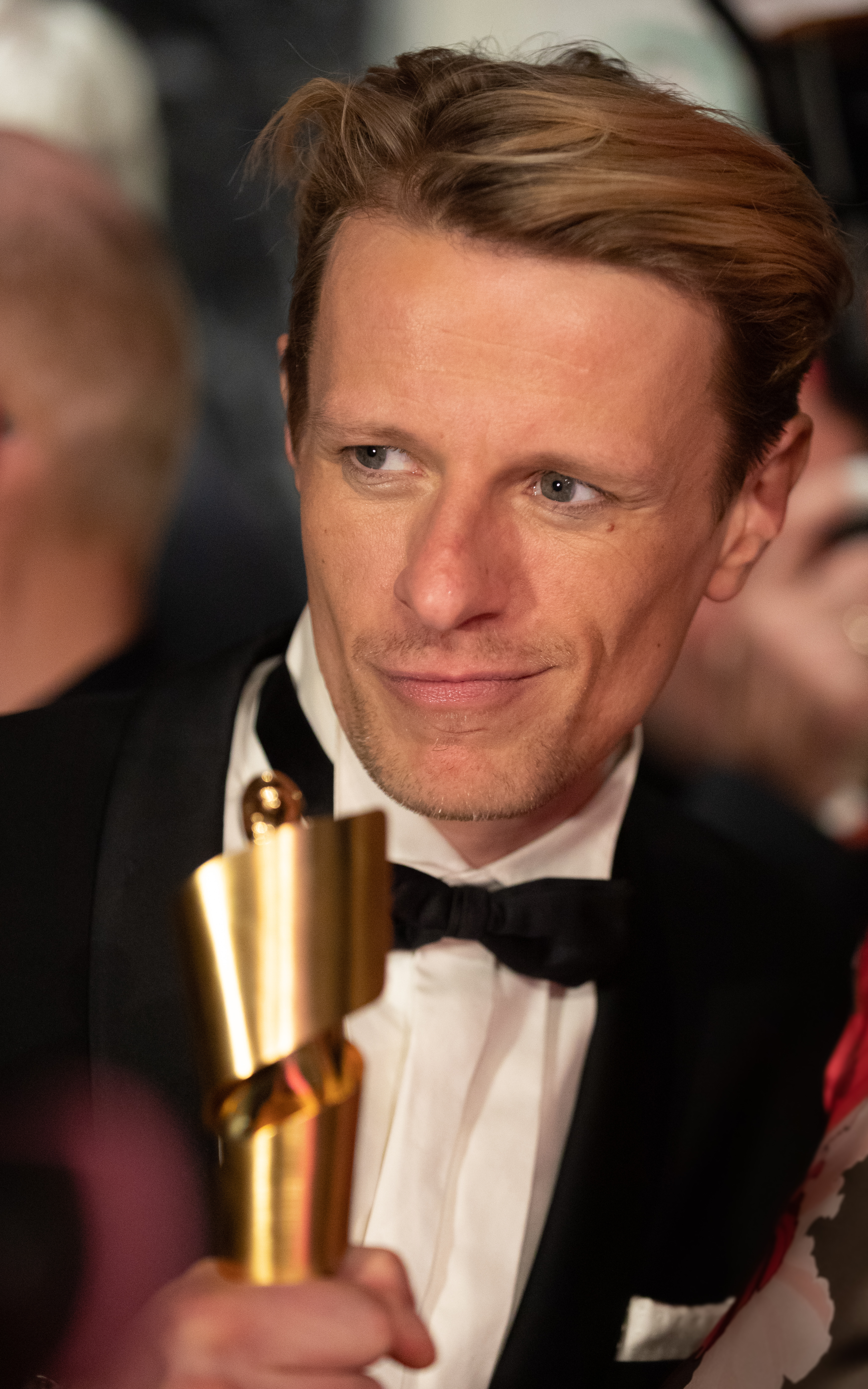
Alexander Scheer mit der Lola für seine Hauptrolle in Gundermann

- Jonas Dassler – Der Goldene Handschuh

### Beste weibliche Nebenrolle
Luise Heyer – Der Junge muss an die frische Luft
- Margarethe Tiesel – Der Goldene Handschuh
- Eva Weißenborn – Gundermann

### Beste männliche Nebenrolle
Alexander Fehling – Das Ende der Wahrheit
- Oliver Masucci – Werk ohne Autor
- Martin Wuttke – Glück ist was für Weicheier

### Beste Kamera/Bildgestaltung
Benedict Neuenfels – Styx
- Andreas Höfer – Gundermann
- Judith Kaufmann – Der Junge muss an die frische Luft
- Judith Kaufmann – Nur eine Frau
- Felix Leiberg – Vom Lokführer, der die Liebe suchte…

### Bester Schnitt
Anne Fabini – Of Fathers and Sons – Die Kinder des Kalifats
- Jörg Hauschild – Gundermann
- Ana de Mier y Ortuño – Das schönste Mädchen der Welt
- Monika Willi – Styx

### Beste Tongestaltung
Andreas Turnwald, Uwe Dresch, Andre Zimmermann, Tobias Fleig – Styx
- Dominik Schleier, Christian Conrad, Martin Steyer – Transit
- Roland Winke, Christian Bischoff, Chrissy Rebay – Ballon

### Beste Filmmusik
Hochzeitskapelle – Wackersdorf
- Gerd Baumann – Trautmann
- Ralf Wengenmayr, Marvin Miller – Ballon

### Bestes Szenenbild
Susanne Hopf – Gundermann
- Tamo Kunz – Der Goldene Handschuh
- Matthias Müsse – Jim Knopf und Lukas der Lokomotivführer

### Bestes Kostümbild
Sabine Greunig – Gundermann
- Katrin Aschendorf – Der Goldene Handschuh
- Anke Winckler – Trautmann

### Bestes Maskenbild
Maike Heinlein, Daniel Schröder, Lisa Edelmann – Der Goldene Handschuh
- Grit Kosse, Uta Spikermann – Gundermann
- Birger Laube, Heike Merker – Eleanor & Colette

### Besucherstärkster Film
Der Junge muss an die frische Luft – Regie: Caroline Link

### Ehrenpreis
Margarethe von Trotta, deutsche Regisseurin, Schauspielerin und Drehbuchautorin

### Bernd Eichinger Preis
Christian Becker, deutscher Produzent